# Back to the Heavyweight Jam
A Back to the Heavyweight Jam a Scooter hatodik albuma. 1999. szeptember 27-én jelent meg, illetve 2013. április 26-án a "20 Years of Hardcore"-sorozaton belül kétlemezes kiadványként. Két kislemez jelent meg róla: Faster Harder Scooter és Fuck The Millennium. Ennek a lemeznek a borítóján jelent meg először a hivatalos Scooter-logó, a megafon, amely azóta a CD-k felületén rendszeresen megtalálható (még a kislemezeken is). Az album címe utalás a The KLF "Last Train To Trancentral" című számának dalszövegére. Az album bakelitkiadása 2022. december 9-én jelenmt meg.

## Áttekintés
Az arculatváltáson túl az új, Axel Coon-nal felálló formációnak szüksége volt egy új stílusra, amely jobban megfelel az új idők támasztotta követelményeknek, mint az ekkoriban már a mainstream érában végnapjait élő happy hardcore és rave. Előző lemezükön már felvázolták a kereteket, azonban egészan a "Faster Harder Scooter" kislemezig nem lehetett tudni, mire számíthatnak a rajongók.
Az eredmény: keményebb ütemek, H.P. speciális mikrofonnal eltorzított, védjeggyé vált hangja, valamint a tömegénekeltetős számok megjelenése.

## A dalokról
Az intro a "Keyser Soze", mely visszafogott zajongás pánsíppal és szintetizátorral, valamint visszafelé lejátszott szöveggel. Rögtön ezt követi a "Watch Out", mely szokatlan módon egy gyors, instrumentális techno szerzemény (egyben a "Ramp!" közvetlen elődje). Az első kislemez "Faster Harder Scooter" egy gyors, H.P. szövegekkel tarkított nóta, tömegénekeltetéssel, elektromos gitár-effekttel, valamint egy német mondattal (Ihr seid ja alle wahrsinning – magyarul kb. annyit tesz: mind őrültek vagytok). A "Well Done, Peter" egy kemény, erőteljes techno-hardcore szám, melyet csak a végén szakít meg Rick lassú zongorajátéka. A második kislemez "Fuck The Millennium" albumverziója jelentősen eltér a kislemezváltozattól. Bár a szöveg jelentős része egyezik mindkét verzióban, és az is közös bennük, hogy először ebben hallható az a speciális mikrofon, amely később az együttes védjegyévé vált; de a kislemezverzió teljesen új dallamot kapott, és az eredeti szintetizátor-effekt is meg lett változtatva.
A "The Revolution" folytatja a lemez által kitaposott ösvényt: gyors tempó, pörgős H.P. szövegek, és elektromos gitár-effektek jellemzik. A "Psycho" pedig lassú és gyors részek váltakozása, akusztikus gitár-effekttel, valamint a közepén némi szöveggel. A "The Learning Process" egy fél-instrumentális techno-szerzemény, melyben mindössze két mondat hallható H.P.-től, egyébként női vokállal van feljavítva. Az "I'll Put You On The Guest List" a "The Revolution"-höz hasonló jegyekkel bír, azonban gitár nincs benne, csak szintetizátor-effektek.
Az utolsó három szám közül a "Main Floor" egy instrumentális trance-dal, a "Kashmir" egy lassabb tempójú techno-dal, arab hangzásvilággal, a "No Release" pedig az album lezárásaképpen egy instrumentális trance-szerzemény.

## Számok listája

### Eredeti változat
| #  | LP # | Cím                            | Szerző                                              | Hossz |
| -- | ---- | ------------------------------ | --------------------------------------------------- | ----- |
| 1  | A1   | Keyser Soze                    | H.P. Baxxter, Rick J. Jordan, Axel Coon, Jens Thele | 1:12  |
| 2  | A2   | Watch Out                      | H.P. Baxxter, Rick J. Jordan, Axel Coon, Jens Thele | 4:15  |
| 3  | A3   | Faster Harder Scooter          | H.P. Baxxter, Rick J. Jordan, Axel Coon, Jens Thele | 3:46  |
| 4  | A4   | Well Done, Peter               | H.P. Baxxter, Rick J. Jordan, Axel Coon, Jens Thele | 3:53  |
| 5  | A5   | Fuck the Millennium            | H.P. Baxxter, Rick J. Jordan, Axel Coon, Jens Thele | 4:14  |
| 6  | A6   | The Revolution                 | H.P. Baxxter, Rick J. Jordan, Axel Coon, Jens Thele | 4:05  |
| 7  | A7   | Psycho                         | H.P. Baxxter, Rick J. Jordan, Axel Coon, Jens Thele | 5:05  |
| 8  | B1   | The Learning Process           | H.P. Baxxter, Rick J. Jordan, Axel Coon, Jens Thele | 4:55  |
| 9  | B2   | I'll Put You On The Guest List | H.P. Baxxter, Rick J. Jordan, Axel Coon, Jens Thele | 5:11  |
| 10 | B3   | Main Floor                     | H.P. Baxxter, Rick J. Jordan, Axel Coon, Jens Thele | 5:35  |
| 11 | B4   | Kashmir                        | H.P. Baxxter, Rick J. Jordan, Axel Coon, Jens Thele | 4:44  |
| 12 | B5   | No Release                     | H.P. Baxxter, Rick J. Jordan, Axel Coon, Jens Thele | 6:16  |

### Limited Edition
Harmincezer példányban kiadtak egy limitált változatot is. A borító színe más: fekete helyett immár szürkészöld alapon van a megafon, a digipak pedig két CD-t tartalmaz. A lemezeket meg is számozták. A bónusz CD az alábbi számokat tartalmazza (melyek javarészt azóta nem jelentek meg más kiadványon):
1. Fuck the Millennium (Single Edit)
2. Dutch Christmas
3. Let Me Be Your Valentine + Waiting for Spring (Live)
4. The Age of Love (Live)
5. No Fate (Live)

### 20 Years of Hardcore bónusztartalom (CD2)
1. Faster Harder Scooter (Full Length)
2. Faster Harder Scooter (Club Mix)
3. Faster Harder Scooter (Sunbeam Remix)
4. Faster Harder Scooter (Signum Remix)
5. Faster Harder Scooter (P.K.G. Mix)
6. Faster Harder Scooter (P.K.G. Phat Jam Mix)
7. Faster Harder Scooter (Live In Hamburg) [tévesen került megjelölésre, valójában Kölnben vették fel, a felvétel az "Encore – Live and Direct" című kiadványról származik]
8. Knorkator – Faster Harder Scooter
9. Monolake
10. Fuck The Millennium (Radio Edit)
11. Fuck The Millennium (Extended)
12. Fuck The Millennium (Live In Cologne) [tévesen került megjelölésre, valójában Kölnben vették fel, a felvétel az "Encore – Live and Direct" című kiadványról származik]
13. New Year's Day

## Közreműködtek
- H.P. Baxxter (ének, szövegek)
- Rick J. Jordan (szintetizátor, keverés, szerkesztés)
- Axel Coon (szintetizátor, keverés, szerkesztés)
- Jens Thele (társszerző, menedzser)
- Helge Vogt (gitár)
- Marc Schilkowski (CD-borító)

## Érdekességek
- A Keyser Soze című intróban a Holdkelte című James Bond-filmből hallhatunk egy kivágott hangot. Ugyancsak hallható hang a Harmadik típusú találkozások című filmből. A cím pedig a "Közönséges bűnözők" című film egyik fiktív karakteréről kapta a nevét.
- Fuck the Millennium címmel 1997-ben a The KLF is csinált egy számot, valószínűleg ez lehetett az inspiráló tényező.
- A Keyser Soze-ban visszafelé lejátszva hallható a "Use your dildo" mondat.
- 2020-ban visszamenőlegesen kiadták a "Dutch Christmas"-t, mint 1999. december 7-én megjelent kislemezt. A gyakorlatban ez annyit jelentett, hogy az egyszámos kislemez saját borítót kapott.
- A bakelitkiadáson a "Fuck The Millennium" albumverziója helyett tévedésből a "Live In Cologne" verzió szerepel.

## Videóklipek
A "Faster Harder Scooter" klipjét Dél-Afrikában vették fel. Míg a zenekar homokfutókon jár a sivatagban, az általuk hátrahagyott embereket mutatják. Rick felborul a saját járművével, H.P. és Axel pedig összeütköznek a klip végén, aminek hatalmas robbanás a vége.
A "Fuck The Millennium" videója a 2000-es évbe való átlépés önfeledt várakozásáról szól: a Scooter koncertet ad, majd rajongóival bulizik egyet. A nagy visszaszámlálás után azonban nem sokan maradnak talpon.

## Feldolgozások
- Faster Harder Scooter: Axis – Come On
- Well Done, Peter: Embargo – Embargo
- Fuck the Millennium: The String-A-Longs – Wheels (csak a kislemezverzióban), Technohead – The Passion, Cherry Moon Trax – Let There Be House
- The Revolution: Hermen – Who Do I Care?
- The Learning Process: Tom Wilson – Techno Cat
- I'll Put You On the Guest List: Cherrymoon Trax – The House Of House
- Kashmir: Blancmange – Living on the Ceiling
- Main Floor: Art Of Trance – Madagascar, Emmanuel Top – Acid Phase

## Helyezések

### Nagylemez
| Ország       | Helyezés   |
| ------------ | ---------- |
| Németország  | Aranylemez |
| Magyarország | Aranylemez |
| Svédország   | Aranylemez |
| Észtország   | 1          |
| Finnország   | 3          |
| Csehország   | 5          |
| Ausztria     | 7          |
| Svájc        | 25         |
| Norvégia     | 35         |

### Kislemezek
|                       | Németország | Svédország | Lengyelország | Finnország | Moldova | Csehország | Szlovákia | Lettország | Észtország | Románia | Norvégia | Belgium | Litvánia | Svájc | Ausztria | Dánia |
| --------------------- | ----------- | ---------- | ------------- | ---------- | ------- | ---------- | --------- | ---------- | ---------- | ------- | -------- | ------- | -------- | ----- | -------- | ----- |
| Faster Harder Scooter | 7           | 3          | 1             | 2          | 3       | 3          | 5         | 5          | 7          | 10      | 15       | 17      | 17       | 20    | 24       | 25    |
| Fuck The Millennium   | 11          | 3          | -             | 4          | 3       | -          | -         | -          | -          | -       | -        | 2       | -        | 61    | 15       | 20    |